# ブラックボックス (航空)

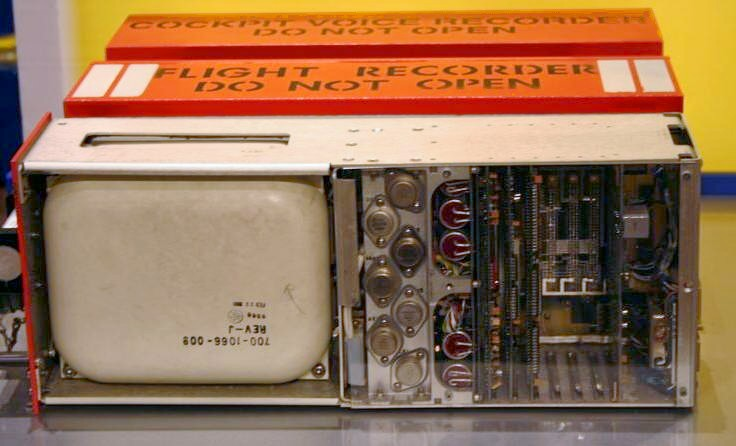
ブラックボックスの例。手前が説明のためにケースを開けた状態、中がフライトデータレコーダ、奥がコクピットボイスレコーダ

ブラックボックスとは、フライトデータレコーダー (FDR) とコックピットボイスレコーダー (CVR) の通称である。
航空事故に関してブラックボックスと表現する場合は、FDRないしはCVRそれぞれ、あるいは双方をまとめて指している。航空事故の原因調査に大きな役割を持つ。一定以上の乗客を乗せる旅客機では装備が義務づけられているが、自家用の小型機には一般に装備されない。軍用機は装備しない国が多いが、自衛隊機にはほぼ搭載されている。自家用機や軍用機の事故の場合は、生存者からの聞き取りや機体分析で原因究明を行うことになる。
これらにはウォーターロケータビーコン（アコースティック・ビーコン）が取り付けられ、水没した場合でもソナーによる捜索が可能なように配慮されているものも多い。
最新のブラックボックスはコックピットボイスレコーダー(CVR)とフライトデータレコーダー(FDR)を１つにした、コックピットボイスフライトレコーダー(CVFDR)がある。
ブラックボックスとは内容物が隠蔽ないしは封印されていること、内部構造を知る必要はないことの比喩的形容であり、形状は円筒形や球形の物もあるほか、事故後に発見・回収しやすいよう、赤色やオレンジ色に塗装されているなど、実際には「黒い箱」ではない。

## 概要

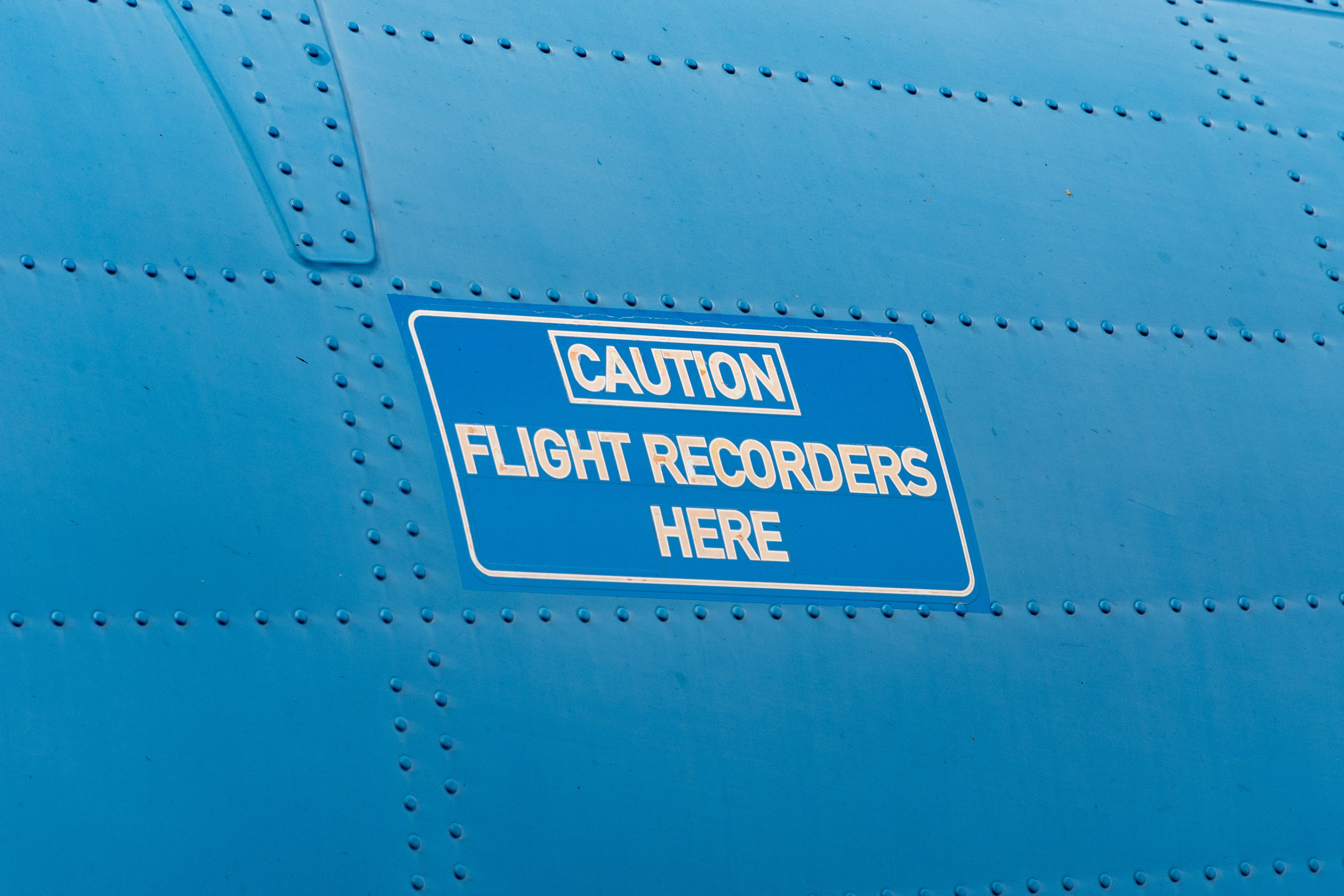
ATR 42の胴体外部に示されたフライトレコーダーの搭載位置

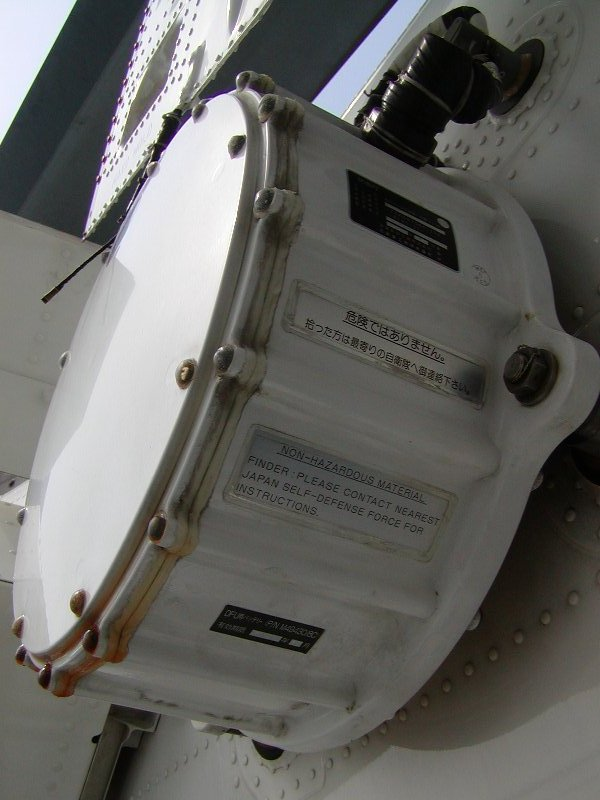
SH-60Jに搭載されたドラム形のFDR。「危険ではありません。拾った方は最寄りの自衛隊へ御連絡下さい。」と日本語と英語で書かれている。墜落した場合は確実に回収出来るよう、機体外側に取り付けられている

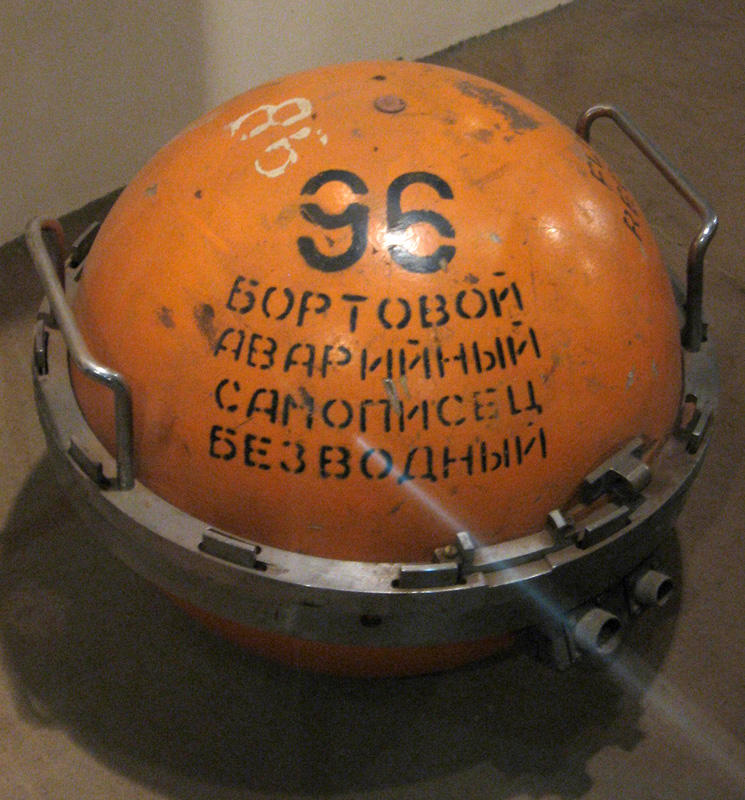
Tu-22M3に搭載された球形のFDR

事故が発生した際、乗員・乗客が全員死亡することも珍しくない航空事故では、事故原因究明の手掛かりを得ることが大変難しい。そのため、飛行中のコックピット内で操縦士たちが交わした会話や航空交通管制機関との交信内容、機体の飛行状況を記録し続けることにより、事故原因究明のための手掛かりとするべく旅客機に搭載されていることが多く、法によって搭載装備を義務付ける国もある。アメリカなど国によっては軍用機にも搭載義務がある。
すべてを記録すると記録量が膨大になるため、古いデータを上書きで消しながら直近の出来事をエンドレスに記録する。このため、一定時間以前のデータは記録に残らない。
外装は墜落に伴う衝撃や火災、海没に耐えられるよう高い耐衝撃性・耐熱性・耐水性を備えた密閉容器である。搭載位置は、比較的破損が及びにくいとされる機体尾部に設置される例が多く、ヘリコプターでは外部に露出させ機体に大きな衝撃が加わった際に脱落させる設計もある。
破損はないが事故発生時に電源が喪失したために墜落前に記録が停止し、事故原因解明に支障をきたす場合もある（アメリカン航空191便墜落事故、大韓航空機撃墜事件、スイス航空111便墜落事故など）。
ブラックボックスの解析ができる国は、アメリカ合衆国、イギリス、フランス、ドイツなどに限られている。

### 日本の搭載義務
日本では、1966年2月の全日空羽田沖墜落事故を教訓に、航空法「第六十一条第一項」および航空法施行規則「第百四十九条」（航空機の運航の状況を記録するための装置）に搭載が義務づけられている航空機および記録内容が定められている。
搭載が義務づけられている航空機は航空機の種別（飛行機、回転翼航空機）、最大離陸重量、最初の耐空証明が行われた年月等で異なる。
飛行機の場合は最大離陸重量が5,700kgを超えるもの、回転翼航空機の場合は最大離陸重量が3,180kgを超えるもの（CVRのみ、FDRは最大離陸重量が7,000kgを超えるもの）が搭載を義務づけられている。
消防防災ヘリコプターに採用される機種の多くは最大離陸重量の制限を超えないためFDRの搭載義務は無く、工事期間中に出動できないことや1000万円以上と高価なことがネックとなり導入している自治体は30%以下とされる。
日本での航空機事故ではヘリコプターについで小型の固定翼機が多い（約28%）ものの、価格の他にも計器との接続が複雑で重量もあり義務化のハードルが高いとされてきた。近年では軽量で小型機にも搭載しやすい簡易型FDRが登場していることから、国交省ではボランティアを募って検証実験を行う予定。
自衛隊は対象外であるが、おおむねCVRとFDRが搭載されている。海上自衛隊と航空自衛隊のヘリコプターは洋上飛行を想定し外部に設置し、ウォーターロケータビーコンも追加している。

## フライトデータレコーダー

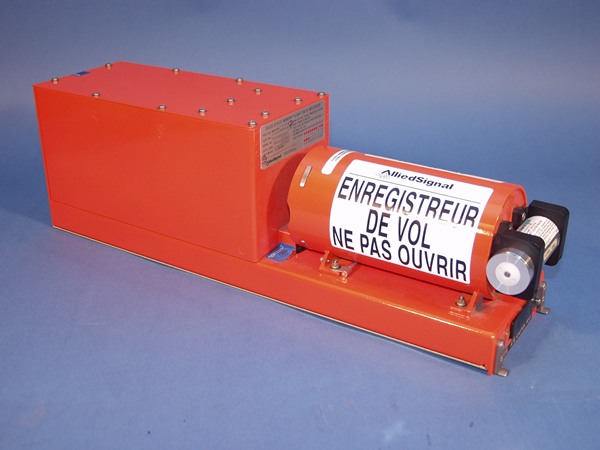
FDRの例。ハネウェル社の製品。「フライトレコーダ／開けるな」とフランス語で大書されている（裏側には全く同じ文言が英語で記されている）。右側に出っ張っているのは水中ロケータービーコン

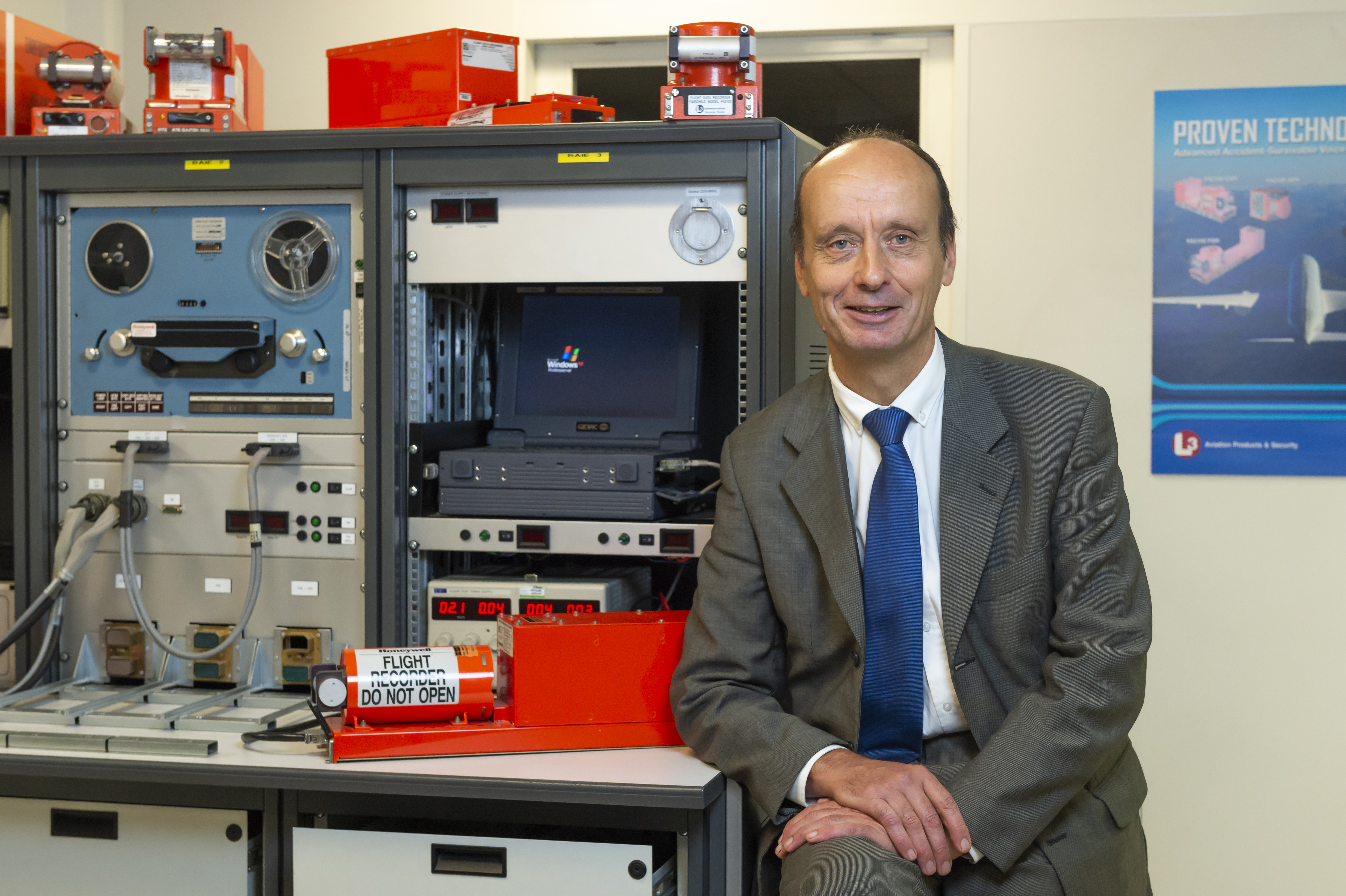
FDRと人間（BEA職員）の大きさ比較。後ろは解析装置

フライトデータレコーダー(FDR、Flight Data RecorderまたはADR:accident data recorder)は、搭載された航空機の電子システムに送信された命令を記録する電子機器である。現在該当する FAA TSO(Technical Standard Order) は、「C124b」（Flight Data Recorder Systems）である。
FDRに記録されたデータから航空機の安全性の問題、疲労、およびエンジン性能を分析して、主に事故調査のために使用される。また、フライトに最適な燃料消費および危険な運航乗務員の習慣分析に、飛行監視データプログラムが利用される。記録されたデータは事故調査のために使用するものと同じ技術で定期的に解析される。
米国の連邦規制で記録が必要なパラメータは、2002年までは29個であったが、アメリカ同時多発テロ事件を引き金に88個へと大きく引き上げられた。また、いくつかのシステムでは、より多くの変数を監視する。
現在のFDRは、フライトデータ取得ユニット（FDAU:Flight Data Acquisition Units）から特定のデータフレームを介して、パラメータを受け取る。それらが操作の入力、アクチュエータの位置、エンジンの状態、時刻といった重要な飛行パラメータを記録する。
一般に各パラメータはその重要度に応じて設定された毎秒数回の頻度で記録されている。データが急激に変化を始めた場合、一部のユニットストアは通常よりはるかに高い周波数でデータの「バースト」が起こる。全ての必須パラメータが記録されていることを確認するFDRの検証確認（読み出し）を毎年行うことが義務付けられている。
FDRのデータは携帯型半導体記録装置に記憶されるか、無線や衛星を介して事業者の本社にある航空機のクイックアクセスレコーダー（QAR:Quick Access Recorder）へ転送され、通常時は事業者の安全対策に活用されている。
事故調査などで重要となるため、ICAOで規制された装置は慎重に設計され、高加速度の衝撃および高温の火災などに耐えられるような構造をしている。現代のFDRは、高耐腐食性のステンレス鋼および高耐熱性、高強度のチタンによる二重構造となっている。
ウォーターロケータビーコンは、FDRの前面固定ブラケットにボルトで取り付けられている。これは、最大30日間、最大6000メートル（2万フィート）の深さに沈んでも、超音波で「ピング（ピンガー）」（音波信号。pingと同じ）を放出するよう設計されている。
また「ブラックボックス」と呼ばれるのに反し、残骸の中でも高い視認性を持たせるため、FDRの外面は耐熱の「レスキューオレンジ」で塗装されている事が多い。一般に、ユニットは深刻なクラッシュによる破損をしにくい航空機の尾翼（尾部）に装着される。
事故後、記録されたパラメータの分析は多くの場合原因や要因を特定できるため、FDRの解析は調査の優先度が高い。
FDRの試作機は、父を航空機事故で亡くしたオーストラリアの科学者デイヴィッド・ウォーレン（1925年3月20日 - 2010年7月19日）が、1956年に初めて設計した。開発当初は、ステンレスなど金属製のテープにダイヤモンド製の針で飛行高度、飛行速度などのデータを刻印する方式だったが、1980年代までにデジタル化され、最低でも（事故による）動作停止前400時間の詳細なデータ（機体に加わった加速度やエンジン回転数など）が記録できるようになった。

## コックピットボイスレコーダー

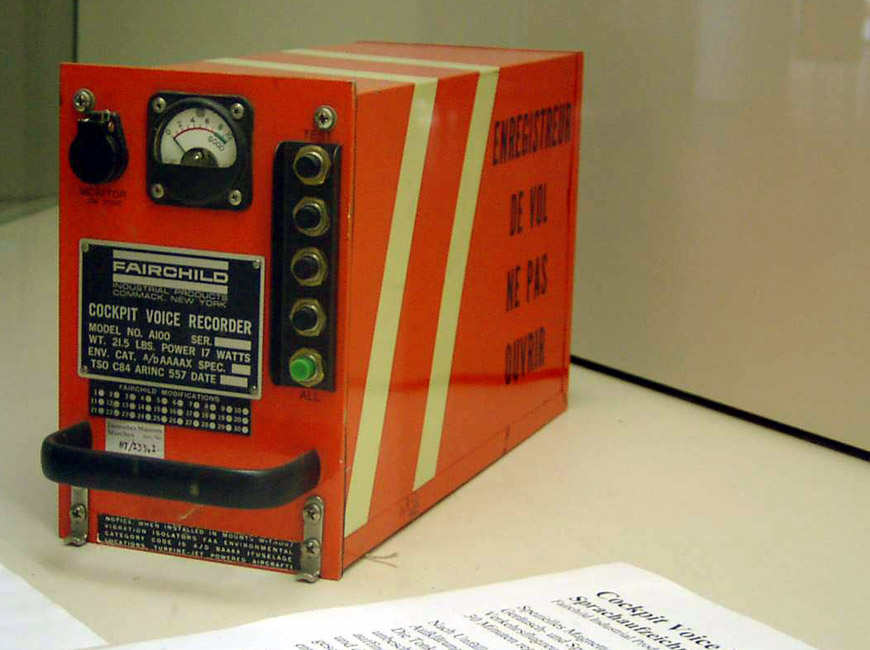
コクピットボイスレコーダの例（フェアチャイルド・A100型）　「ボイスレコーダ／開けるな」と右側面にフランス語で大書されている（左側は英語表記）　操作面は左から、記録再生のための保護カバー付きスピーカージャック、電池残量計、再生ボタン

コックピットボイスレコーダー(CVR)は、航空機事故や事件の捜査のため、主に旅客機のコックピット内の音声を録音するために使用される。
コックピット天井に取り付けられた会話収音用マイクロフォンでコックピット内の音声が収録され、また航空無線機の音声信号（航空交通管制）も簡易なミキサーを通じて収録される。該当するFAA TSOはC123b「Cockpit Voice Recorder Equipment」である。
ほかの場所に記録されない限り航空機はCVRを携帯する必要があり、またCVRは航空交通管制との通信を記録することが要求される。
2008年現在、記録時間が2時間以上であることがFAAの要件であるため、標準的なCVRは2時間4チャネルのオーディオデータを記録することができる。以前の要件では記録は30分間だったが、調査に必要な音声データの重要な部分は記録終了の30分以上前にある場合が多かったため改正された。
CVRにはフラッシュメモリが内蔵されデジタル記録がされている。高度な技術を使用し、衝撃、振動、湿気に耐えられるようにしている。最も古いCVRでは、アナログワイヤレコーディングを使っており、のちにアナログ磁気テープに変わった。多くのテープユニットでは、テープを自動的に終端部で反転させ2つのリールを用いて記録していた。また8トラックカートリッジと同じサイズのエンドレステープの単一リールを使用しているものもあった。テープが一巡すると古いオーディオ情報は30分ごとに上書きされる。墜落時の衝撃や水没などで媒体が破損している場合には磁気テープからの音声の回復が困難になることもあり、また機材の省スペース化が進んだこともあって、現在では磁気テープ方式はあまり用いられていない。
航空機の事故時には電源を喪失することも多い（上記のように、墜落前に記録が途絶してしまうと原因究明の支障となる）。電源喪失時にも記録を継続する事が出来るように多くのCVRには蓄電池が組み込まれている。

コックピット内のクルーの会話は重要な証拠であるが、会話に事故原因につながる手がかりがほとんど見られない例もあり（大韓航空機撃墜事件やチャイナエアライン611便空中分解事故など）、この場合原因解明が困難になる。

## 回収
海没した場合に発見を容易にするため位置通報用のウォーターロケータビーコン（アコースティック・ビーコン）を内蔵しているものもあるが、バッテリーが30日しか持たない。そのため、引き上げ準備に手間取った場合、バッテリー切れで捜索が困難になることもある。
ごくまれにではあるが、ブラックボックスのうちどちらか一方もしくは両方とも発見できない場合がある（→w:List of unrecovered flight recorders）。
- 南アフリカ航空295便墜落事故（1987年11月28日）：飛行中の火災により海上に墜落、CVRのみ発見。
- アメリカ同時多発テロ事件（2001年9月11日）でハイジャックされた旅客機のうちアメリカン航空11便、ユナイテッド航空175便、アメリカン航空77便の3機：世界貿易センタービル及びペンタゴンに高速で衝突、炎上。ブラックボックスは共に発見できず（アメリカン航空77便のCVRは発見されたものの損傷がひどく再生不能）、事件発生時の状況が今も不明となっている。同事件ではユナイテッド航空93便のみ突入に失敗しており、結果的に93便はブラックボックスが回収・再生された唯一の機体となっている。
- エル・アル航空1862便墜落事故（1992年10月4日） ：オランダのアムステルダムでエル・アル航空のボーイング747貨物機が離陸後、右エンジン二基を失い、操縦困難に陥る。パイロットはスキポール空港への緊急着陸を試みるが、直前で揚力不足に陥り、マンションに激突した。機体の残骸は木っ端微塵となり、マンションの瓦礫とを選り分ける作業に困難が生じた。調査官たちはFDRを発見して修復できたものの、CVRは結局見つからなかった。
- ヴァリグ・ブラジル航空967便（1979年1月30日）やマレーシア航空370便（2014年3月8日）のように、ブラックボックスを含む旅客機の残骸が一切発見されず（370便はその後機体の残骸の一部が発見されたがブラックボックスは未発見）、単独事故かテロなどによる人為的な事件かが一切不明になっているケースもある。
- また、ブラックボックスに限らず墜落した飛行機の残骸を事故現場地域の住民が売買目的で盗んで行ってしまう事例もあり、タンス航空204便墜落事故などのようにブラックボックスが盗まれ、事故解明が困難になることがある。
- ブラックボックスが発見されたケースでも、大韓航空機撃墜事件（1983年9月1日）のように、政治的理由から回収が大幅に遅れ、その結果、事件状況の立証が困難に陥ったケースも存在する（本事故では発生から引き渡しまで8年近くかかった。さらに、残骸、遺体などがほとんど処分され、ブラックボックスも途中で停止していたため、完全な解明には至らなかった）。

海から引き揚げた場合、海水の塩分による錆で電子部品を傷めてしまうため、まず真水で海水を洗い流し、空気（すなわち酸素）との接触を絶ち、錆の発生や進行を抑えるべく、純水を張ったクーラーボックスに入れられ、解析当局にクーラーボックスごと送られる。

## 事故以外
新型機のテスト飛行ではFDRに記録されたデータが利用される。テストパイロットはFDRの情報と操縦した感覚を照らし合わせながら技術者に説明を行う。
レッドブル・エアレース・ワールドシリーズでは機体に搭載されたEFISのデータをリアルタイムに伝送することで、機体の高度、速度、加速度が実況画面に表示されるようになっている。また参加チームはこのデータを解析し次回のフライトに活かしている。